# 羅斯峰
62°2′S 58°12′W / 62.033°S 58.200°W
羅斯峰是南極洲的山峰，位於南設得蘭群島的喬治王島中部，處於雷亞峰西南面3.7公里，海拔高度655米，現時由南極條約體系管理。